# Fútbol Sala Baix Maestrat
Fútbol Sala Baix Maestrat, conocido por razones de patrocinio como Benicarló Aeroport Castelló, fue un equipo de fútbol sala situado en Benicarló (Castellón) España. Jugó en División de Honor de Liga Nacional de Fútbol Sala (LNFS).
El club fue fundado en 1996, y desde la temporada 2004/05 hasta su desaparición, a mitad de la temporada 2011-2012, militó en la máxima categoría del fútbol sala español.

## Historia
Fútbol Sala Baix Maestrat se fundó en 1996, y comenzó a jugar en Primera Nacional "A". En la campaña 1998/99, el club de Castellón ascendió a División de Plata,.
En la temporada 2001/02, el Povet.com Benicarló finalizó en primer lugar del grupo B de Plata, pero no pudo certificar su ascenso a la máxima categoría porque cayó frente al Azkar Lugo FS. Al año siguiente, el club terminó del mismo modo que la campaña anterior, perdiendo en esta ocasión ante Lobelle de Santiago. Finalmente, en el 2003/04 Benicarló termina primero de su grupo y vence en el playoff de ascenso al Albacete FS, confirmando su presencia en la principal competición de fútbol sala. Ese mismo año, el club consiguió la Copa Generalitat Valenciana, máximo trofeo autonómico, frente a Playas de Castellón FS.
En su debut en la primera categoría en 2004/05, Benicarló sorprendió con un quinto puesto en la fase regular, clasificándose para playoff por el título. En la siguiente campaña, los benicarlandos acabaron en decimocuarto lugar y estuvieron a punto de descender, aunque finalmente lograron la permanencia. 
A partir de 2006 las actuaciones del equipo mejoraron, y la campaña 2006/07 se saldó con un cuarto puesto en liga regular y semifinales en playoff. su mejor posición hasta entonces. Las actuaciones del club mejoraron, y se convirtió durante tres años en uno de los favoritos para llegar a la fase final. En 2008 Benicarló no superó los cuartos de final pese a ser terceros en fase regular, mientras que en 2009 finalizaron en quinta posición. Con la crisis económica y la falta de patrocinadores, Benicarló tuvo que traspasar a sus mejores jugadores y reducir el presupuesto. Tras renovar su plantilla, en 2009/10 terminó en antepenúltima posición.
Al término de dicha temporada el club sufrió una remodelación empezando por la directiva, que supuso el adiós de Ximo Bel de la presidencia en favor de la Junta Gestora liderada por Jose Bernat. Con ella, un nuevo entrenador, Juanlu Alonso para hacer frente a la nueva temporada, la 2010/11 que pese al objetivo de intentar salvarse tras remodelar todo el club se llegó a las semifinales de Liga, eliminando en cuartos al vigente campeón de Liga ElPozo Murcia Turística en tan solo dos encuentros. Más tarde, en semifinales cayeron eliminados ante un gran Caja Segovia Fútbol Sala en la prórroga en ambos partidos. 
El 14 de febrero de 2012, con tres jornadas de la segunda vuelta de la temporada 2011-2012 ya disputadas, el club desaparece ahogado por las deudas y los problemas económicos.

## Palmarés
- Copa Generalitat Valenciana: 1 (2002/2003)
- Trofeo Ciutat de Castelló : 1 (2004)

- Datos: Q2246155